# Municipio de Newmansville
El municipio de Newmansville (en inglés: Newmansville Township) es un municipio ubicado en el condado de Cass en el estado estadounidense de Illinois. En el año 2010 tenía una población de 50 habitantes y una densidad poblacional de 1,09 personas por km².

## Geografía
El municipio de Newmansville se encuentra ubicado en las coordenadas 40°0′12″N 90°1′22″O / 40.00333, -90.02278. Según la Oficina del Censo de los Estados Unidos, el municipio tiene una superficie total de 45.96 km², de la cual 45,96 km² corresponden a tierra firme y (0 %) 0 km² es agua.

## Demografía
Según el censo de 2010, había 50 personas residiendo en el municipio de Newmansville. La densidad de población era de 1,09 hab./km². De los 50 habitantes, el municipio de Newmansville estaba compuesto por el 100 % blancos. Del total de la población el 0 % eran hispanos o latinos de cualquier raza.